# Стекін
Регіон Стекін (англ. Stikine) — регіон в Канаді, у провінції Британська Колумбія.

## Населення
За даними перепису 2016 року, регіон нараховував 740 жителів, показавши зростання на 17,6%, порівняно з 2011-м роком. Середня густина населення становила 0 осіб/км².
З офіційних мов обидвома одночасно володіли 30 жителів, тільки англійською — 710. Усього 100 осіб вважали рідною мовою не одну з офіційних, з них 45 — одну з корінних мов.
Працездатне населення становило 63,3% усього населення, рівень безробіття — 23,5% (23,8% серед чоловіків та 20,5% серед жінок). 84% були найманими працівниками, 9,9% — самозайнятими.
Середній дохід на особу становив $37 284 (медіана $27 424), при цьому для чоловіків — $40 389, а для жінок $33 744 (медіани — $29 568 та $25 600 відповідно).
26% мешканців мали закінчену шкільну освіту, не мали закінченої шкільної освіти — 26%, 48,8% мали післяшкільну освіту, з яких 22,6% мали диплом бакалавра, або вищий.
| Статево-вікова структура населення | Статево-вікова структура населення | Статево-вікова структура населення | Статево-вікова структура населення | Статево-вікова структура населення |
| ---------------------------------- | ---------------------------------- | ---------------------------------- | ---------------------------------- | ---------------------------------- |
|                                    |                                    |                                    |                                    |                                    |
| Всього                             | Всього                             | 53,4%46,6%                         |                                    |                                    |
| 0 — 14 років                       | 0 — 14 років                       |                                    | 12,8%                              | 12,8%                              |
| 15 — 64 років                      | 15 — 64 років                      |                                    | 66,9%                              | 66,9%                              |
| 65 і більше                        | 65 і більше                        |                                    | 20,3%                              | 20,3%                              |
| 85 і більше                        | 85 і більше                        |                                    | 0,7%                               | 0,7%                               |
| Середній вік (років)               | Середній вік (років)               | 45,641,7                           | 43,8                               | 43,8                               |
| Медіана (років)                    | Медіана (років)                    | 48,038,8                           | 46,1                               | 46,1                               |
| — чоловіки — жінки                 |                                    |                                    |                                    |                                    |

| Походження мешканців:     | Походження мешканців:     | Походження мешканців: | Походження мешканців: | Походження мешканців: |
| ------------------------- | ------------------------- | --------------------- | --------------------- | --------------------- |
| Походження                |                           |                       | осіб                  | %                     |
| Корінні американці        | Корінні американці        |                       | 400                   | 54.05%                |
| Інше північноамериканське | Інше північноамериканське |                       | 150                   | 20.27%                |
| Європейське               | Європейське               |                       | 415                   | 56.08%                |
| британське                | британське                |                       | 310                   | 41.89%                |
| французьке                | французьке                |                       | 75                    | 10.14%                |
| українське                | українське                |                       | 10                    | 1.35%                 |
| Азійське                  | Азійське                  |                       | 35                    | 4.73%                 |

| Зайнятість населення за галузями (за класифікацією NOC): | Зайнятість населення за галузями (за класифікацією NOC): | Зайнятість населення за галузями (за класифікацією NOC): | Зайнятість населення за галузями (за класифікацією NOC): | Зайнятість населення за галузями (за класифікацією NOC): |
| -------------------------------------------------------- | -------------------------------------------------------- | -------------------------------------------------------- | -------------------------------------------------------- | -------------------------------------------------------- |
|                                                          |                                                          |                                                          |                                                          |                                                          |
| Управління                                               | Управління                                               |                                                          | 13,2%                                                    | 13,2%                                                    |
| Бізнес, фінанси та адміністрування                       | Бізнес, фінанси та адміністрування                       |                                                          | 14,5%                                                    | 14,5%                                                    |
| Охорона здоров'я                                         | Охорона здоров'я                                         |                                                          | 2,6%                                                     | 2,6%                                                     |
| Освіта, правозахист, муніципальні та урядові служби      | Освіта, правозахист, муніципальні та урядові служби      |                                                          | 14,5%                                                    | 14,5%                                                    |
| Мистецтво, культура, відпочинок та спорт                 | Мистецтво, культура, відпочинок та спорт                 |                                                          | 2,6%                                                     | 2,6%                                                     |
| Роздрібна торгівля та послуги                            | Роздрібна торгівля та послуги                            |                                                          | 21,1%                                                    | 21,1%                                                    |
| Гуртова торгівля, транспорт та обладнання                | Гуртова торгівля, транспорт та обладнання                |                                                          | 25%                                                      | 25%                                                      |
| Природні ресурси, сільське господарство                  | Природні ресурси, сільське господарство                  |                                                          | 5,3%                                                     | 5,3%                                                     |
| Виробництво                                              | Виробництво                                              |                                                          | 3,9%                                                     | 3,9%                                                     |

## Населені пункти
До складу регіону входять індіанські резервації Лаярд-Рівер 3, Аннеймед 10, індіанські поселення Ловер-Пост, Ґуд-Гоуп-Лейк, а також хутори, інші малі населені пункти та розосереджені поселення.

## Клімат
Середня річна температура становить 10,4°C, середня максимальна – 20,8°C, а середня мінімальна – -0,4°C. Середня річна кількість опадів – 729 мм.
| Клімат поселення                              | Клімат поселення | Клімат поселення | Клімат поселення | Клімат поселення | Клімат поселення | Клімат поселення | Клімат поселення | Клімат поселення | Клімат поселення | Клімат поселення | Клімат поселення | Клімат поселення | Клімат поселення |
| Показник                                      | Січ.             | Лют.             | Бер.             | Квіт.            | Трав.            | Черв.            | Лип.             | Серп.            | Вер.             | Жовт.            | Лист.            | Груд.            |                  |
| Середній максимум, °C                         | 9,03             | 10,56            | 11,77            | 14,02            | 17,13            | 19,69            | 20,41            | 20,78            | 18,23            | 13,69            | 9,81             | 7,68             |                  |
| Середня температура, °C                       | 4,34             | 5,84             | 7,06             | 9,32             | 12,43            | 14,98            | 17,17            | 17,52            | 14,97            | 10,44            | 6,57             | 4,44             |                  |
| Середній мінімум, °C                          | −0,37            | 1,15             | 2,36             | 4,61             | 7,72             | 10,29            | 13,92            | 14,28            | 11,73            | 7,20             | 3,32             | 1,21             |                  |
| Норма опадів, мм                              | 114              | 82               | 61               | 40               | 31               | 26               | 18               | 22               | 28               | 64               | 123              | 120              |                  |
| Середньомісячна швидкість вітру, м/с          | 3.54             | 3.36             | 3.47             | 3.41             | 3.37             | 3.40             | 3.25             | 2.95             | 2.59             | 2.77             | 3.48             | 3.58             |                  |
| Середньомісячна сонячна радіація, кДж/м²·день | 3282             | 6186             | 9961             | 14789            | 18451            | 20019            | 21127            | 18093            | 13303            | 7156             | 3714             | 2614             |                  |
| --------------------------------------------- | ---------------- | ---------------- | ---------------- | ---------------- | ---------------- | ---------------- | ---------------- | ---------------- | ---------------- | ---------------- | ---------------- | ---------------- | ---------------- |
| Джерело:                                      |                  |                  |                  |                  |                  |                  |                  |                  |                  |                  |                  |                  |                  |